# Distrito electoral de Hendley (condado de Furnas, Nebraska)
Hendley (en inglés: Hendley Precinct) es un distrito electoral ubicado en el condado de Furnas en el estado estadounidense de Nebraska. En el Censo de 2010 tenía una población de 161 habitantes y una densidad poblacional de 0,43 personas por km².

## Geografía
Hendley se encuentra ubicado en las coordenadas 40°5′55″N 99°58′36″O / 40.09861, -99.97667. Según la Oficina del Censo de los Estados Unidos, Hendley tiene una superficie total de 372,4 km², de la cual 372,1 km² corresponden a tierra firme y (0,08%) 0,3 km² es agua.

## Demografía
Según el censo de 2010, había 161 personas residiendo en Hendley. La densidad de población era de 0,43 hab./km². De los 161 habitantes, Hendley estaba compuesto por el 96,89% blancos, el 0% eran afroamericanos, el 1,24% eran amerindios, el 0% eran asiáticos, el 0% eran isleños del Pacífico, el 1,86% eran de otras razas y el 0% pertenecían a dos o más razas. Del total de la población el 4,35% eran hispanos o latinos de cualquier raza.